# یوهان برین‌استروله
یوهان بریـِن‌استروله (سوئدی: Johan Bergenstråhle؛ ‏ ۱۵ ژوئیهٔ ۱۹۳۵ – ۲۳ اوت ۱۹۹۵) کارگردان فیلم و فیلم‌نامه‌نویس اهل سوئد بود.
از فیلم‌ها یا مجموعه‌های تلویزیونی که وی در آن‌ها نقش داشته است، می‌توان به آوگوست استریندبری: یک عمر اشاره نمود.